# Yang Hyo-jin
Yang Hyo-jin (kor. 양효진, ur. 14 grudnia 1989 w Pusan) – południowokoreańska siatkarka, grająca na pozycji środkowej.

## Sukcesy klubowe
Mistrzostwo Korei Południowej:
- 2011, 2016, 2024[2]
- 2010, 2012
- 2013, 2015, 2018, 2023[3]

Puchar KOVO:
- 2014, 2019, 2021

## Sukcesy reprezentacyjne
Puchar Azji:
- 2008, 2014
- 2010

Igrzyska Azjatyckie:
- 2014
- 2010
- 2018

Mistrzostwa Azji:
- 2015
- 2017, 2019

## Nagrody indywidualne
- 2009: Najlepsza blokująca Pucharu Wielkich Mistrzyń
- 2010: Najlepsza blokująca Pucharu Azji
- 2014: Najlepsza środkowa Pucharu Azji
- 2016: Najlepsza środkowa Światowego Turnieju Kwalifikacyjnego Igrzysk Olimpijskich 2016